# Йеретег, Линус
Эрик Линус Микаэль Йеретег (швед. Erik Linus Mikael Järeteg; род. 20 января 2007) — шведский футболист, полузащитник АИК.

## Клубная карьера
Начинал заниматься футболом в клубе «Болльстанес». В 14-летнем возрасте перешёл в академию АИК, где выступал за юношеские команды клуба. В 2022 году стал победителем кубка Готии. В финальной встрече с «Хеккеном» забил один из мячей. С 2024 года стал привлекаться к тренировкам с основным составом и участию в товарищеских матчах. В 2025 году на правах аренды отправился в «Энчёпинг», выступавший в первом дивизионе. Соглашение между клубами предусматривало возможность выступления за обе команды. 6 июля 2025 года дебютировал в чемпионате Швеции во встрече с «Хальмстадом», заменив на 69-й минуте Андроникоса Какуллиса.

## Карьера в сборной
Выступал за юношеские сборные Швеции различных возрастов. В мае 2024 года в составе сборной до 17 лет принимал участие в юношеском чемпионате Европы. На турнире принял участие в двух встречах группового этапа: со Словакией (0:0) и Италией (1:0).

## Клубная статистика
| Выступление      | Выступление      | Выступление      | Лига | Лига | Кубки | Кубки | Конт. кубки | Конт. кубки | Итого | Итого |
| Клуб             | Лига             | Сезон            | Игры | Голы | Игры  | Голы  | Игры        | Голы        | Игры  | Голы  |
| ---------------- | ---------------- | ---------------- | ---- | ---- | ----- | ----- | ----------- | ----------- | ----- | ----- |
| АИК              | Алльсвенскан     | 2025             | 1    | 0    | 0     | 0     | 0           | 0           | 1     | 0     |
| АИК              | Итого            | Итого            | 1    | 0    | 0     | 0     | 0           | 0           | 1     | 0     |
| → Энчёпинг       | Дивизиион 1      | 2025             | 3    | 0    | 0     | 0     | 0           | 0           | 3     | 0     |
| → Энчёпинг       | Итого            | Итого            | 3    | 0    | 0     | 0     | 0           | 0           | 3     | 0     |
| Всего за карьеру | Всего за карьеру | Всего за карьеру | 3    | 0    | 0     | 0     | 0           | 0           | 3     | 0     |